# Crisis poselectoral en Honduras de 2017-2018
Las crisis poselectoral en Honduras de 2017-2018 fue una crisis surgida el 29 de noviembre de 2017, durante el conteo de votos de las elecciones generales de Honduras de 2017, cuestionadas en su transparencia por observadores internacionales. La misma surgió en forma de protestas por parte de simpatizantes de la Alianza de Oposición contra la Dictadura, convocadas por su candidato Salvador Nasralla, alegando irregularidades en el conteo de votos, que mostraron un cambio en la tendencia en favor de su contrincante, Juan Orlando Hernández.
El 19 de diciembre, tras ser declarado ganador para un segundo mandato, el presidente Hernández llamó a un diálogo nacional para consolidar la paz en el país, el cual concluyó el 11 de diciembre de 2018. En él participaron el gobierno, el Partido Nacional, el Partido Liberal y Salvador Nasralla, asistidos por un representante de la ONU y la embajada de España.

## Antecedentes
Las urnas cerraron a las 4:00 p. m. (y se permitió ejercer el sufragio a los ciudadanos que aún se encontraran haciendo fila), un cambio con respecto a años anteriores cuando el tiempo de votación se extendía una hora más. Los partidarios de la oposición vieron esto como un intento del TSE de suprimir el voto. Tras el cierre de los centros de votación, estaba previsto que los primeros resultados se divulgaran a las 7:30 p. m., sin embargo el primer informe del ente electoral se dio a la 1:30 a. m. del lunes, un hecho sin precedentes en la historia democrática del país. En este, Salvador Nasralla se perfilaba como ganador con el 45,17 % de votos favorables frente al 40,21 % de Hernández, con el 57 % de las actas electorales escrutadas.
En el transcurso de los días, el TSE publicó en su página web actualizaciones del conteo de votos, que vieron cómo la diferencia entre ambos candidatos se reducía constantemente; hasta que, con el 82,89 % de las actas procesadas, Hernández superó a Nasralla la tarde del miércoles 29 de noviembre. Ese día, ambos candidatos firmaron por separado un acuerdo con el jefe de la misión de observadores de la OEA en el que se comprometieron a llamar a la calma a sus seguidores y a aceptar los resultados una vez contados todos los votos. Sin embargo, en una conferencia de prensa la noche del mismo día, Nasralla declaró sin validez el acuerdo firmado, asegurando que fue parte de una trampa y denunciando una caída en el sistema de datos del TSE, al cual acusó estar cometiendo fraude; declaró que no reconocería los resultados, e instó a sus partidarios a que «defendieran el triunfo» en las calles. Horas más tarde, el presidente del TSE reconoció que hubo una falla en el sistema, que «no fue atípica ni comprometió los resultados».

## Protestas y manifestaciones
Tras el llamado del candidato de la Alianza Opositora, decenas de simpatizantes realizaron protestas vandálicas y algunas pacíficas en varias zonas del país, dañando propiedad pública y privada, además de producirse saqueos. La madrugada del 30 de noviembre, simpatizantes de la Alianza de Oposición quisieron entrar por la fuerza al Centro de Acopio que el Tribunal Supremo Electoral (TSE) tenía en Infop en dos ocasiones, pero fueron dispersados con bombas lacrimógenas. En respuesta a los disturbios, el gobierno hondureño decretó la suspensión de ciertas garantías constitucionales, con un toque de queda durante 10, aplicable de 6 de la tarde a 6 de la mañana. En protesta por esta medida, se realizó un cacerolazo a nivel nacional a las 7 y 10 de la noche del sábado 2 de diciembre, y otro al día siguiente. Hasta ese momento se reportaban al menos 7 muertos y más de 20 heridos durante las protestas. Más de 500 personas fueron arrestadas por violar el toque de queda, muchas de ellas puestas en libertad las 6 a. m. También en los días posteriores tanto la Alianza de Oposición como el Partido Nacional realizaron una multitudinaria marcha pacífica, la primera contra un presunto fraude y la segunda «por la paz» .
Tras la declaración oficial de resultados electorales el 17 de diciembre, el coordinador de la Alianza, Manuel Zelaya, anunció un paro nacional que provocó una nueva ola de protestas en todo el país, con bloqueos en las principales calles de Tegucigalpa y San Pedro Sula, las cuales cesaron el 20 de diciembre.
En enero de 2018 continuaron las protestas en rechazo a los resultados electorales. El 6 de ese mes simpatizantes de la Alianza marcharon en el centro de San Pedro Sula y realizaron un mitin político donde se hicieron presentes Salvador Nasralla y Manuel Zelaya, quien manifestó su desconfianza en la OEA y en Estados Unidos. El 11 de enero de 2018, una movilización encabezada por los mismos derivó en actos vandálicos y enfrentamientos con la policía; ambos la catalogaron como un «ensayo» de protestas futuras. El 23 de febrero, la Alianza realizó una caravana en la capital, donde ante la poca asistencia, Nasralla culpó al gobierno de «inyectar las nubes» para provocar la lluvia de ese día.

### Violaciones a los derechos humanos
La jornada de protestas violentas dejó una serie de muertos y detenidos, señalados como presos políticos por parte de opositores al gobierno; y manejándose diversas cifras entre las organizaciones gubernamentales y no gubernamentales. El Observatorio de la Dirección General de Medicina Forense registró 27 muertes vinculadas a «violencia postelectoral», mientras que la Coalición contra la Impunidad hablaba de 33. Según el Comité de Familiares de Detenidos Desaparecidos en Honduras (COFADEH), entre 26 de noviembre y el 31 de diciembre de 2017, 30 personas fueron ejecutadas, 232 heridas, 1085 detenidas y 72 víctimas de tratos inhumanos. También registró 126 manifestaciones reprimidas, 179 acusaciones de delitos, 15 allanamientos y 12 ataques a medios de comunicación, así como el uso excesivo de la fuerza para dispersar a manifestantes. Finalmente, el informe de la Oficina del Alto Comisionado de las Naciones Unidas para los Derechos Humanos de marzo de 2018, contabiliza oficialmente una muerte policial y 22 muertes civiles, 16 de las cuales murieron a causa de balazos por parte de los entes de seguridad. Siete de estas muerte indican un uso intencional y letal de las armas de fuego, incluso más allá del propósito disuasorio o de defensa propia, indica el informe; que además habla de un uso excesivo de la fuerza, en particular por parte de la Policía Militar, y recomienda que tanto esta como las Fuerzas Armadas no participen en las funciones de aplicación de la ley.

## Reacciones
Muchos países y organizaciones emitieron comunicados referentes a las protestas en Honduras:
- Costa Rica: el gobierno de Costa Rica hizo un llamado a la calma, a que impere la democracia y el respeto a la institucionalidad en Honduras, mientras se conocían los resultados finales.[38] También la Fundación Arias, presidida por el expresidente Oscar Arias, manifestó posteriormente su preocupación por el desenlace de la situación electoral hondureña y sus efectos, afirmando que ponía «en riesgo la estabilidad de toda la región». También hizo un llamado a detener el toque de queda y todas las violaciones a los derechos humanos.[39]

- México: el gobierno de México, a través de la Secretaría de Relaciones Exteriores, hizo un llamado a las fuerzas políticas y al pueblo de Honduras a esperar los resultados oficiales y definitivos del proceso electoral de manera pacífica, rechazando todo acto de violencia y expresando sus condolencia por las víctimas. También instó a las autoridades hondureñas a tomar las acciones necesarias para garantizar la confianza en el proceso electoral.

- Chile: el gobierno de Chile, por medio de la cancillería, manifestó «su rechazo a los recientes hechos de violencia con motivo de las elecciones en Honduras» y expresó sus condolencias por las víctimas ocasionadas. Asimismo, llamó a que esos incidentes fuera investigados y sus responsables debidamente sancionados, y que se respetaran los resultados oficiales y definitivos de la elección presidencial.

- Ciudad del Vaticano: el papa Francisco se refirió a la situación en Honduras durante una misa en la Plaza de San Pedro, después del habitual rezo del Ángelus: «En mi oración recuerdo de manera especial también al pueblo de Honduras, para que pueda superar de modo pacífico el actual momento de dificultad.»

- Cuba: el gobierno de Cuba, por medio del viceministro de Relaciones Exteriores, expresó: «Hemos estado siguiendo con preocupación, la situación que se ha creado en Honduras tras las elecciones del pasado 26 de noviembre. Rechazamos la represión contra las protestas populares, lamentamos la pérdida de vidas humanas y llamamos a respetar la voluntad del pueblo. Llama la atención el silencio cómplice de la Organización de Estados Americanos (OEA) y de su Secretario General, Luis Almagro, sobre esta situación.»

- Venezuela: el presidente de Venezuela, Nicolás Maduro se refirió a la situación en Honduras en un acto televisivo: «El pueblo de Honduras le dice no al fraude de la derecha pro imperialista (…) no van a callar nuestra voz, tratan a Honduras como si fuera una esclava de los intereses de la derecha», prosiguió el gobernante, quien además instó a los venezolanos y a los pueblos de Latinoamérica a sacar lecciones de la situación actual en Honduras.[38]

- República Dominicana: 33 organizaciones políticas y sociales de izquierda manifestaron mediante un comunicado «su absoluto repudio al fraude electoral orquestado por la oligarquía hondureña», con ayuda del Tribunal Supremo Electoral de Honduras. Condenaron «las maniobras que tienen como objetivo consolidar una dictadura que no le ha importado derramar la sangre del pueblo», y apoyaron las protestas en Honduras.[40]

- Nicaragua: Miembros de la sociedad civil de Nicaragua protestaron con mantas y carteles en las cercanías de la embajada de Honduras en rechazo a lo que llamaron «golpe de Estado electoral» y pidieron el cese a la represión.[41]

- Bolivia: el presidente Evo Morales escribió en su cuenta de Twitter: «Ante la evidencia de flagrante fraude en la elección presidencial en Honduras, el golpista Almagro intenta limpiarse las manos y proteger a su jefe de misión y heredero de la dictadura. Tiene que responder por consecuencias de escamoteo del voto del pueblo hondureño.»[42][n 1]

- Reino Unido: Reino Unido expresó su preocupación por la «frágil» situación política en Honduras tras las elecciones generales e instó a los políticos a buscar «un entendimiento común» para solucionar la crisis. «Es de suma importancia que las autoridades continúen con sus esfuerzos pacíficos para restablecer la confianza y la credibilidad en las instituciones nacionales», enfatizó el embajador británico.[43]

Después del anuncio del TSE de los resultados oficiales y considerando los análisis del informe preliminar de la Misión de Observación Electoral de la OEA, el secretario general de este organismo, Luis Almagro, emitió un comunicado llamando a la paz y expresando que «el proceso electoral estuvo caracterizado por irregularidades y deficiencias» que permitían calificarlo como «de muy baja calidad técnica y carente de integridad»; por lo cual propuso que se repitieran las elecciones generales —algo no contemplado en la ley hondureña. El gobierno rechazó la posición de la OEA, alegando injerencia. Además de esto, el secretario general instó a los Estados miembros a avalar el informe final de la Misión de Observación Electoral de la OEA (MOE-OEA), ninguno de los cuales, excepto Cuba, atendieron el pedido.
El 19 de diciembre, tras el segundo informe preliminar de la MOE-OEA donde cuestionaba la seguridad del sistema de transmisión de resultados, el presidente de la compañía responsable por este, Theodore Dale, respondió con un comunicado acusando a la Misión de no realizar una apropiada auditoría forense a la base de datos y realizar afirmaciones sin «un sustento real y verdadero». Dale se reunió con el Secretario General de la OEA, Luis Almagro, para exponer sus puntos de vista y, tras el informe final de la MOE-OEA, le mandó un documento señalando las presuntas deficiencias de la auditoría técnica y solicitando el retiro de sus conclusiones en el segundo y en el último informe de la Misión, y una disculpa al Sr. Dale.
Debido al reconocimiento de los resultados electorales por parte de los Estados Unidos el 22 de diciembre, Nasralla dio por diluida la Alianza, y 5 días después anunció que crearía un nuevo movimiento llamado Frente Nacional Democrático Anticorrupción, que incluiría a todas las fuerzas políticas del país; proclamó la reanudación de las protestas y dijo que los países que reconozcan a Hernández como presidente «se van a arrepentir». También hizo un llamado a un diálogo nacional. En enero, sin embargo, Nasralla manifestaría su permanencia en la Alianza.
Nasralla descalificó a la Misión de Observación de la Unión Europea, afirmando que no contaba con expertos calificados en tecnología y que por ende su informe final «no tiene de validez». Posteriormente también la Alianza de Oposición emitió un comunicado declarando «non grata» a esta misión de observación y condenando su papel «colonialista».
A pesar de la controversia, más de 150 países fueron reconociendo a Hernández como presidente electo, con varias delegaciones de sus representantes haciéndose presente a su toma de posesión el 27 de enero de 2018. También la Secretaría General de la OEA emitió un escueto comunicado días atrás manifestando su «firme intención» de trabajar con las autoridades electas de Honduras, «en sus tres niveles, ejecutivo, legislativo y municipal».

## Diálogo nacional
Tras ser declarado ganador, el presidente Hernández abrió la posibilidad de establecer un «gran diálogo» que «consolide la paz» en el país, mediante un discurso en cadena nacional. La preparación del diálogo comenzó al día siguiente, mientras el candidato opositor, Salvador Nasralla, dijo que acudiría al diálogo si Hernández admitía que hizo fraude y se repetían las elecciones, y su coordinador, Manuel Zelaya, anunciaba que mantendría las protestas en las calles.
En enero de 2018 se integraron al «prediálogo nacional» las cabezas de los partidos políticos Frente Amplio, Alianza Patriótica, Unificación Democrática, Democracia Cristiana y Partido Anticorrupción. El presidente Hernández invitó además a los líderes del Partido Liberal y de la Alianza a sumarse al diálogo, a lo cual Nasralla declaró que accedería a un diálogo con la presencia de un mediador internacional. También se integró una junta de convocantes, propuesta por la Pastoral Social Cáritas de Honduras, para acercar a los diferentes sectores políticos al diálogo.
El gobierno hondureño solicitó formalmente la asistencia técnica de la ONU, la cual envió una misión exploratoria al país del 6 al 10 de febrero, que recomendó que fuesen los hondureños quienes en consenso escogieran un mediador internacional. En marzo y con el acompañamiento del coordinador residente de la ONU en Honduras, Igor Garafulic; los presentantes del gobierno, del Partido Nacional, del Partido Liberal, Partido Innovación y Unidad y de Salvador Nasralla, firmaron un acuerdo comprometiéndose a procurar que se cumpla lo pactado en el diálogo. En abril Nasralla se retiró del prediálogo argumentando falta de voluntad política por parte del gobierno, en concreto en lo referente a la elección de un mediador internacional y a la creación de una ley vinculante; anunciando un mes después que volvería, siempre y cuando el diálogo fuera a ser vinculante. El prediálogo nacional se reactivó el 14 de mayo, contando ahora con la participación del embajador de España.
A finales de julio llegaron al país 5 mediadores y 9 expertos contratados por la ONU para dar inicio al proceso de diálogo. En él se discutieron, entre otros temas, los resultados electorales y la crisis pre y poselectoral —a cargo de la excongresista guatemalteca Ana Catalina Soberanis—, y los derechos humanos durante la crisis —a cargo de la estadounidense Marcie Mersky.
El diálogo político inició el 28 de agosto de 2018 y concluyó el 11 de diciembre de 2018, con 169 «consensos» entre las partes, pero ningún acuerdo en concreto. En noviembre de 2018 el diputado por Choluteca y representante de Salvador Nasralla en la mesa 1 del diálogo, David Reyes, y el asesor de Nasralla, Antonio García, admitieron que Libre no había podido recopilar todas las copias de las actas electorales. Según explicó García: 3,000 copias de actas electorales pertenecientes a Libre y necesarias para comprobar de manera fehaciente el alegado fraude electoral nunca llegaron a la sede de Libre, posiblemente por intervención del Partido Nacional. Para ambos, esta pérdida de actas fue un indicio más del fraude.